# François-Norbert Blanchet
François-Norbert Blanchet (Saint-Pierre-de-la-Rivière-du-Sud, 30 settembre 1795 – Portland, 18 giugno 1883) è stato un missionario e arcivescovo cattolico canadese.

## Biografia
François-Norbert Blanchet nacque il 30 settembre 1795 a Saint-Pierre-de-la-Rivière-du-Sud (Montmagny) nel Québec. Assieme al fratello minore Augustin-Magloire Blanchet entrò nel seminario del Québec e fu ordinato sacerdote il 18 luglio 1819 nell'arcidiocesi di Québec. Blanchet trascorse un anno lavorando nella cattedrale prima di essere inviato a Richibouctou per svolgere attività missionaria presso il popolo dei Mi'kmaq e i coloni acadiani nell'attuale New Brunswick. Per poter predicare agli irlandesi locali, Blanchet imparò la lingua inglese. Nel 1827 fu richiamato a Montréal e nominato parroco di St. Joseph de Soulanges, parrocchia di 2000 persone.
Nel 1830 un gruppo di cattolici franco-canadesi che lavoravano per la Hudson's Bay Company nel territorio dell'Oregon inviò una petizione a Joseph Norbert Provencher, superiore della missione del fiume Rosso, dipendente dall'arcidiocesi di Québec, per ottenere la fondazione di una missione permanente anche in quel lontano territorio. Provencher ottenne dapprima l'approvazione della Santa Sede, che estese la giurisdizione della sua missione fino a Pacifico; poi ottenne l'aiuto e il sostegno dell'arcivescovo del Québec, Joseph Signay, per questo nuovo progetto missionario, e il supporto di 2 sacerdoti, François-Norbert Blanchet e Modeste Demers.
Blanchet e Demers partirono dal Québec il 3 maggio 1838 e arrivarono a Fort Vancouver il 24 novembre percorrendo quasi 5.000 miglia in poco meno di 7 mesi. Il territorio assegnato ai due sacerdoti era immenso e comprendeva circa 375.000 miglia quadrate, estendendosi dalla California all'Alaska e dalle Montagne Rocciose all'Oceano Pacifico. All'epoca non era ancora stato stabilito il confine politico tra Stati Uniti e Canada, che avverrà nel 1846. Il 6 gennaio 1839 Blanchet celebrò la prima messa in quello che sarà il futuro stato dell'Oregon, a sud del fiume Columbia, nella chiesa di St. Paul, che alcuni coloni avevano costruito nel 1836 in attesa dell'arrivo dei missionari. Nel maggio nel 1840 Blanchet fu il primo bianco a pernottare sull'isola di Whidbey, dove celebrò una messa all'aperto per i nativi.
Per 4 anni Blanchet e Demers lavorarono da soli, spostandosi da un luogo all'altro, affrontando i pericoli di un paese sconosciuto, richiamando i fedeli dispersi alla pratica della religione e evangelizzando i nativi americani. Nel 1842 furono raggiunti da altri due sacerdoti franco-canadesi, A. Langlois e Z. Boldue. Nel 1844 arriveranno un gruppo di 8 gesuiti, con 5 preti e 3 fratelli laici; tra loro c'era anche Pierre-Jean De Smet. Oltre ai gesuiti, il nuovo rinforzo missionario comprendeva anche 6 suore di Nostra Signora di Namur. I missionari provenivano sia dal territorio britannico del Québec sia da quello americano di Saint Louis.
Il 1º dicembre 1843 il territorio dell'Oregon fu eretto in vicariato apostolico e François-Norbert Blanchet ne divenne il primo vicario apostolico con il titolo di Filadelfia, mutato in quello di Draso il 7 maggio 1844 per evitare confusioni con l'omonima diocesi americana. Arrivata la comunicazione della sua nomina, Blanchet partì il 5 dicembre 1844 per il Québec per ricevere la consacrazione episcopale, ma invece di fare il viaggio via terra verso est, decise di intraprendere un lunghissimo viaggio via mare verso ovest e dopo oltre 35.000 chilometri raggiunse il Québec nell'estate del 1845. Fu consacrato da Ignace Bourget, vescovo di Montréal, il 25 luglio 1845 nella cattedrale di Montréal.
Dopo la consacrazione, invece di tornare in Oregon, Blanchet decise di recarsi in Europa per trovare nuovi missionari e fondi necessari per la costruzione di nuove chiese; e per sottoporre alla Santa Sede lo stato della sua missione, i suoi bisogni e le sue prospettive. Il 5 gennaio 1846 era a Roma dove fu ricevuto in udienza da papa Gregorio XVI. Le trattative con la Congregazione di Propaganda Fide portarono alla decisione di dividere il vicariato apostolico del territorio dell'Oregon, istituito appena 3 anni prima, in 3 nuove diocesi, che costituivano una nuova provincia ecclesiastica, con sede a Oregon City, arcidiocesi affidata a Blanchet. Le altre due diocesi furono quelle di Walla Walla, assegnata al fratello Augustin-Magloire Blanchet, e quella dell'isola di Vancouver, retta da Modeste Demers. Queste decisioni furono sancite da papa Pio IX con il breve Universi dominici gregis del 24 luglio 1846.
Dopo 3 anni di assenza, nel mese di agosto del 1847 Blanchet ritornò, da arcivescovo, nella sua missione, e il 25 agosto celebrò per la prima volta nella nuova cattedrale di Oregon City. Frenetica fu la sua attività negli anni seguenti, dedicati soprattutto all'organizzazione della provincia ecclesiastica, a cui dedicò un sinodo provinciale nel 1848. Nel 1855 partì per un viaggio di 2 anni in Sudamerica per raccogliere fondi e attirare missionari per l'Oregon. Prese parte ai concili nazionali plenari di Baltimora nel 1852 e nel 1866. Partecipò anche al concilio Vaticano I ed era ancora a Roma il 26 settembre 1870 quando le truppe sabaude entrarono in città. Grande impegnò dedicò alla fondazione di scuole, per le quali cercò il personale necessario tra le congregazioni religiose del Canada francofono. Nel 1862 trasferì la sua residenza a Portland, rimanendo Oregon City sede della cattedrale.
Nel 1878 Charles-Jean Seghers fu nominato arcivescovo coadiutore di Blanchet, il quale da questo momento si ritirò presso la comunità delle suore della Provvidenza di Portland. Il 12 dicembre 1880 la Santa Sede accettò le sue dimissioni da arcivescovo di Oregon City, nominandolo al contempo arcivescovo titolare di Amida.
Blanchet morì a Portland tre anni dopo, il 18 giugno 1883, e fu sepolto nel cimitero di St Paul.
Oltre alla sua corrispondenza, Blanchet ha lasciato una serie di scritti sulla storia della missione nell'Oregon, pubblicati sul Catholic Sentinel di Portland, e poi raccolti in un volume dal titolo Historical sketches of the Catholic Church in Oregon, during the past forty years.

## Genealogia episcopale e successione apostolica
La genealogia episcopale è:
- Cardinale Guillaume d'Estouteville, O.S.B.Clun.
- Papa Sisto IV
- Papa Giulio II
- Cardinale Raffaele Sansone Riario
- Papa Leone X
- Papa Paolo III
- Cardinale Francesco Pisani
- Cardinale Alfonso Gesualdo di Conza
- Papa Clemente VIII
- Cardinale Pietro Aldobrandini
- Cardinale Laudivio Zacchia
- Cardinale Antonio Barberini, O.F.M.Cap.
- Cardinale Nicolò Guidi di Bagno
- Arcivescovo François de Harlay de Champvallon
- Cardinale Louis-Antoine de Noailles
- Vescovo Jean-François Salgues de Valderies de Lescure
- Arcivescovo Louis-Jacques Chapt de Rastignac
- Arcivescovo Christophe de Beaumont du Repaire
- Vescovo Charles-Gilbert de May de Termont
- Vescovo Jean-Olivier Briand
- Vescovo Jean-François Hubert
- Vescovo Pierre Denaut
- Arcivescovo Joseph-Octave Plessis
- Vescovo Jean-Jacques Lartigue, P.S.S.
- Arcivescovo Ignace Bourget
- Arcivescovo François-Norbert Blanchet

La successione apostolica è:
- Vescovo Modeste Demers (1847)
- Vescovo Louis-Joseph d'Herbomez, O.M.I. (1864)
- Arcivescovo Charles-Jean Seghers (1873)
- Vescovo Egidius Jünger (1879)